# Trichoceridae
Trichoceridae е малко семейство дребни комаровидни (Nematocera) насекоми. В световен мащаб са установени около 160 вида, в Европа – около 50. В България са намерени 7 вида, но вероятно са много повече. Възрастните насекоми не се хранят – много от тях могат да се видят през есента и зимата; ларвите са сапрофаги.

## Външен вид
Малки комаровидни насекоми с дължина в диапазона 3÷9 mm, с дълги крила, дълги и тънки крака.
Главата е закръглена с дълги антенки състоящи се от 18 членчета, като скапусът и педицелусът са задебелени, а членчетата на флагелума са издължени; флагелумът изтънява към върха. Главата има 3 прости очички. Максиларните палпи с 4 свободни членчета. Сложните очи голи при Trichocera spp. и окосмени при Cladoneura spp. (=Diazosma).
Гърдичките с V-образен шев, прекъснат по средата. Без ясен шев между скутума и скутелума.
Крилото с дълга субкостална жилка (Sc); радиалната жилка (R) с 4 разклонения; втората анална жилка (А2) къса и закривена към ръба на крилото.

## Жизнен цикъл
Възрастните на много видове (Trichocera spp.) се появяват през есента и зимата, откъдето са получили названието „зимни комарчета“ в много езици. Други се появяват през лятото и есента (Cladoneura spp.). Смята се, че не се хранят, но в  храносмилателния тракт на някои индивиди са намирани органични остатъци. Вероятно живеят не повече от два месеца.
Мъжките излизат около две седмици по-рано от женските. Мъжките на някои видове оформят характерни „танцуващи“ рояци над поляни, опадали листа и др. през по-топлите дни. Към рояците се приближават женските и се осъществява копулация, при което двойката пада на земята. След това женската снася яйцата си в подходящ субстрат.
Ларвите се хранят с разлагаща се растителна тъкан в почвата или сред окапалите листа, паднали иглолистни дървета, гъби, изпражнения и др. През лятото, повечето ларви са в диапауза. Цялото развитие трае една година, но някои видове вероятно правят до две поколения годишно. Когато настъпи новият сезон, ларвите какавидират и излизат на повърхността – такава подвижност на какавидите е рядкост сред насекомите. От тях излизат новите възрастни, които поставят началото на новото поколение.

## Систематика
Според най-новата класификация, семейството се разделя на две подсемейства с по три рода:
- подсем. Trichocerinae Rondani, 1841
  - род Trichocera Meigen, 1803
  - род Cladoneura Scudder, 1894 (=Diazosma Bergroth, 1913)
  - род Nothotrichocera Alexander, 1926
- подсем. Paracladurinae Krzemińska, 1992
  - род Paracladura Brunetti,1911
  - род Asdura Krzemińska, 2006
  - род Zedura Krzemińska, 2005

Повечето видове в Европа са от род Trichocera, има и няколко от род Cladoneura. Доскоро за род Cladoneura е използвано името Diazosma.